# Оген
Оген (д/н — бл. 1366) — 8-й оба (володар) держави Убіні в 1329—1366 роках.

## Життєпис
ДруТретій ий син оби Огуоли. Після смерті другого брата Удагбедо близько 1329 року посів трон. При цьому приховав фізичний недолік — паралич ніг (відповідно до закону внаслідок цього не міг обіймати будь-які посади). Разом з тим можливо параліч стався вже під час правління цього оби.
Продовжив боротьбу проти знаті, вправно маневруючи між вождями, омівангеном (жрецтвом) та узама н'іхінрон (радою знаті). Зрештою його вороги довідалися про параліч ніг (за однією з версій про це оголосив їаса Емузе — голова ради оби) та оголосили про це усім. Це призвело до повстання. Після запеклої боротьби зазнав поразки близько 1366 року й загинув (за іншими версіями був змушений накласти на себе руки або забитий камінням власним оточенням).
Трон перейшов до старшого сина Оега — Еґбеки.